# Перхлорат бария
Перхлорат бария — неорганическое соединение,
соль металла бария и хлорной кислоты с формулой Ba(ClO4)2,
бесцветные кристаллы,
растворяется в воде,
образует кристаллогидрат, токсичен.

## Получение
- Действие хлорной кислоты на карбонат бария:

{\displaystyle {\mathsf {BaCO_{3}+2HClO_{4}\ {\xrightarrow {}}\ Ba(ClO_{4})_{2}+CO_{2}\uparrow +H_{2}O}}}

## Физические свойства
Перхлорат бария образует бесцветные кристаллы.
При нагревании происходит два фазовых перехода при температурах 284 и 350°С.
Растворяется в воде.
Образует кристаллогидрат состава Ba(ClO4)2•3H2O.

## Токсичность
Ядовит, как и все растворимые соли бария.